# Beekdaelen

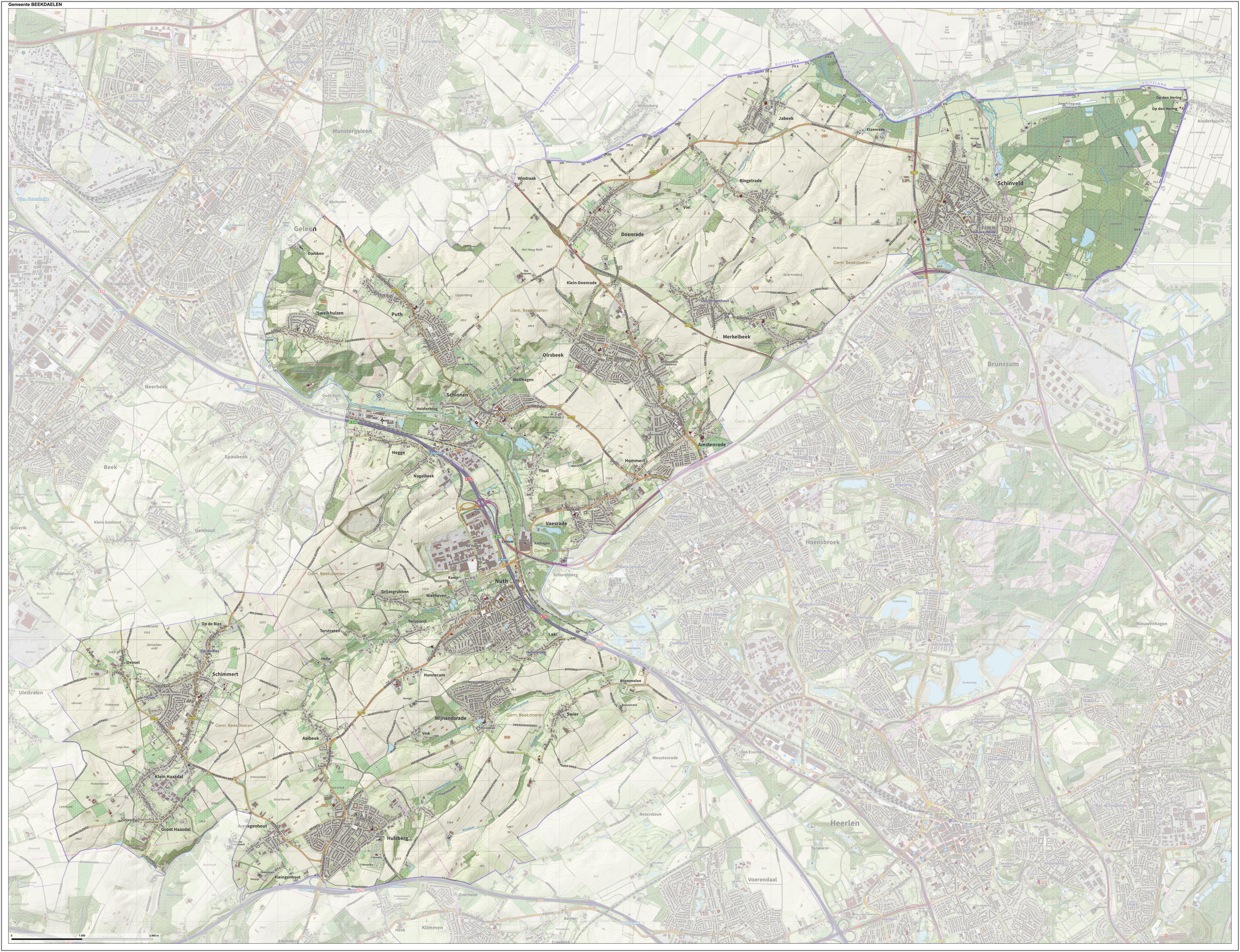
Topografische Karte der Gemeinde

Beekdaelen (limburgisch Baekdale) ist eine Gemeinde in der niederländischen Provinz Limburg, die zum 1. Januar 2019 aus dem Zusammenschluss der Gemeinden Nuth, Onderbanken und Schinnen entstand.

## Geografie
Beekdaelen befindet sich im Südosten der Niederlande an der Grenze zu Nordrhein-Westfalen in der Bundesrepublik Deutschland. Die Gemeinden Nuth und Onderbanken sind Teil der Plusregio Parkstad Limburg.
Nachbargemeinden sind:
| Sittard-Geleen | Selfkant (Deutschland)                      | Gangelt (Deutschland) |
| Beek           | Kompassrose, die auf Nachbargemeinden zeigt | Brunssum Heerlen      |
| Meerssen       | Valkenburg aan de Geul                      | Voerendaal            |

## Bilder

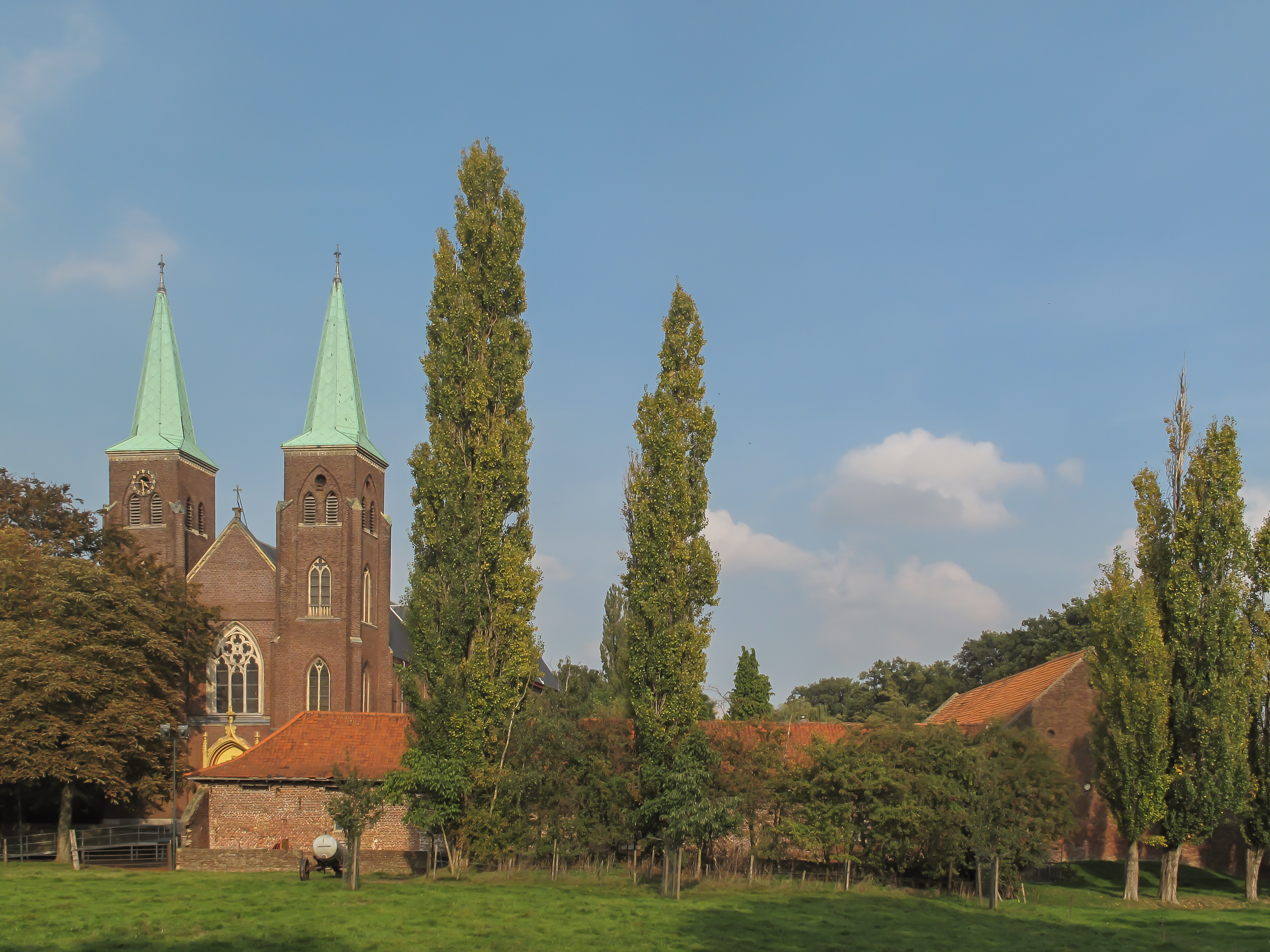
Amstenrade, Kirche: Onze Lieve Vrouwe Onbevlekt Ontvangen
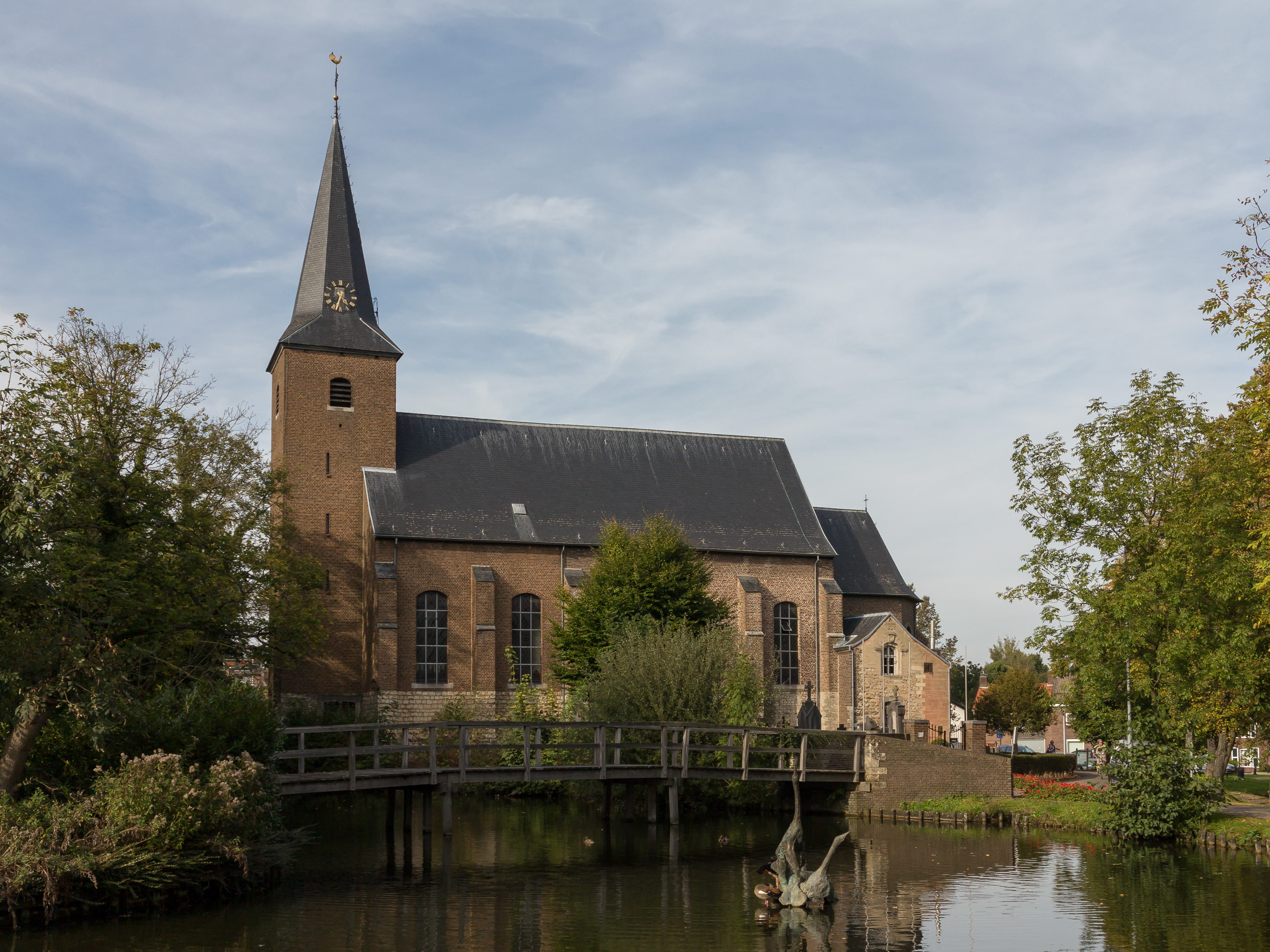
Wijnandsrade, katholische Kirche
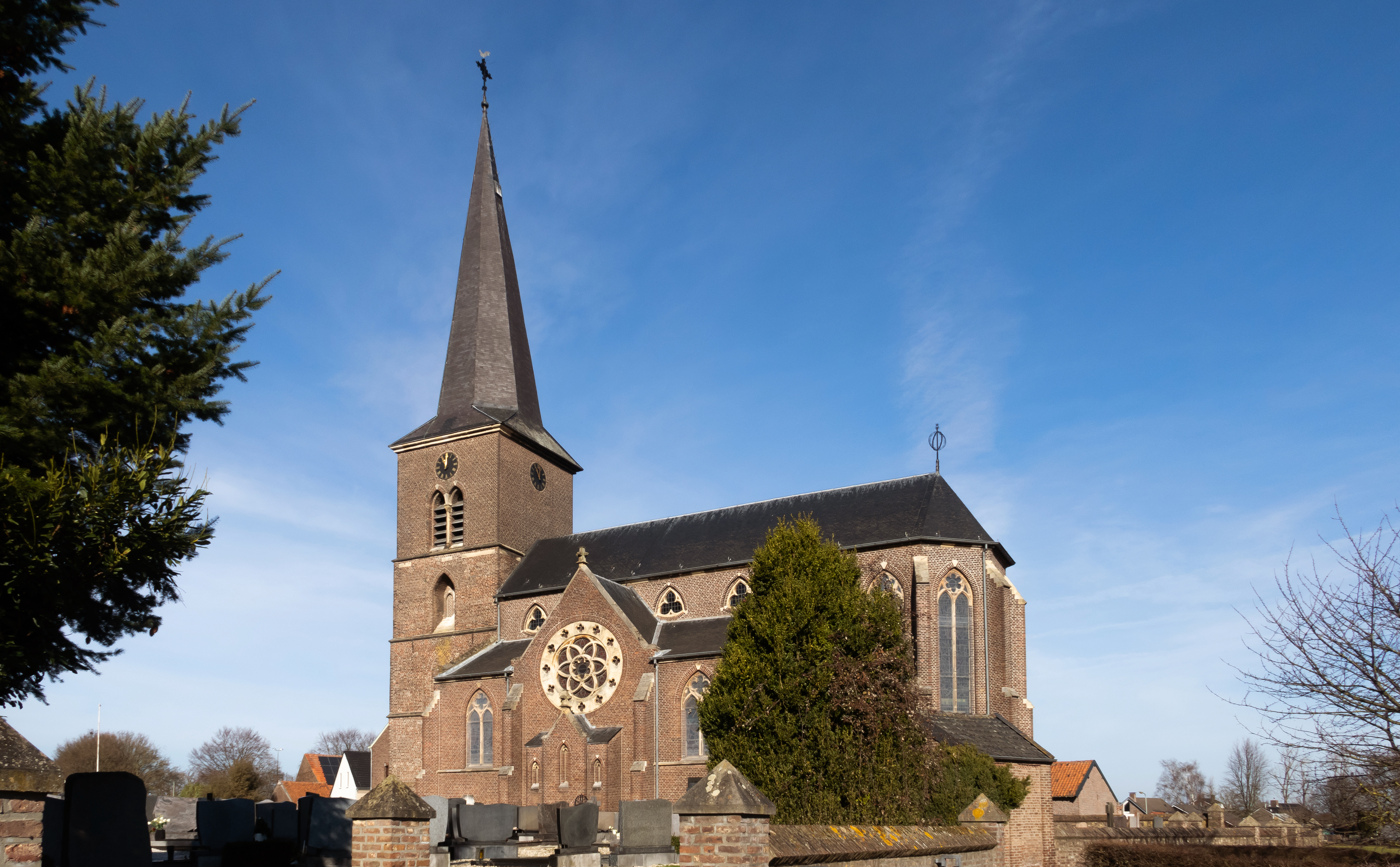
Jabeek, Kirche: die Sint-Gertrudiskerk
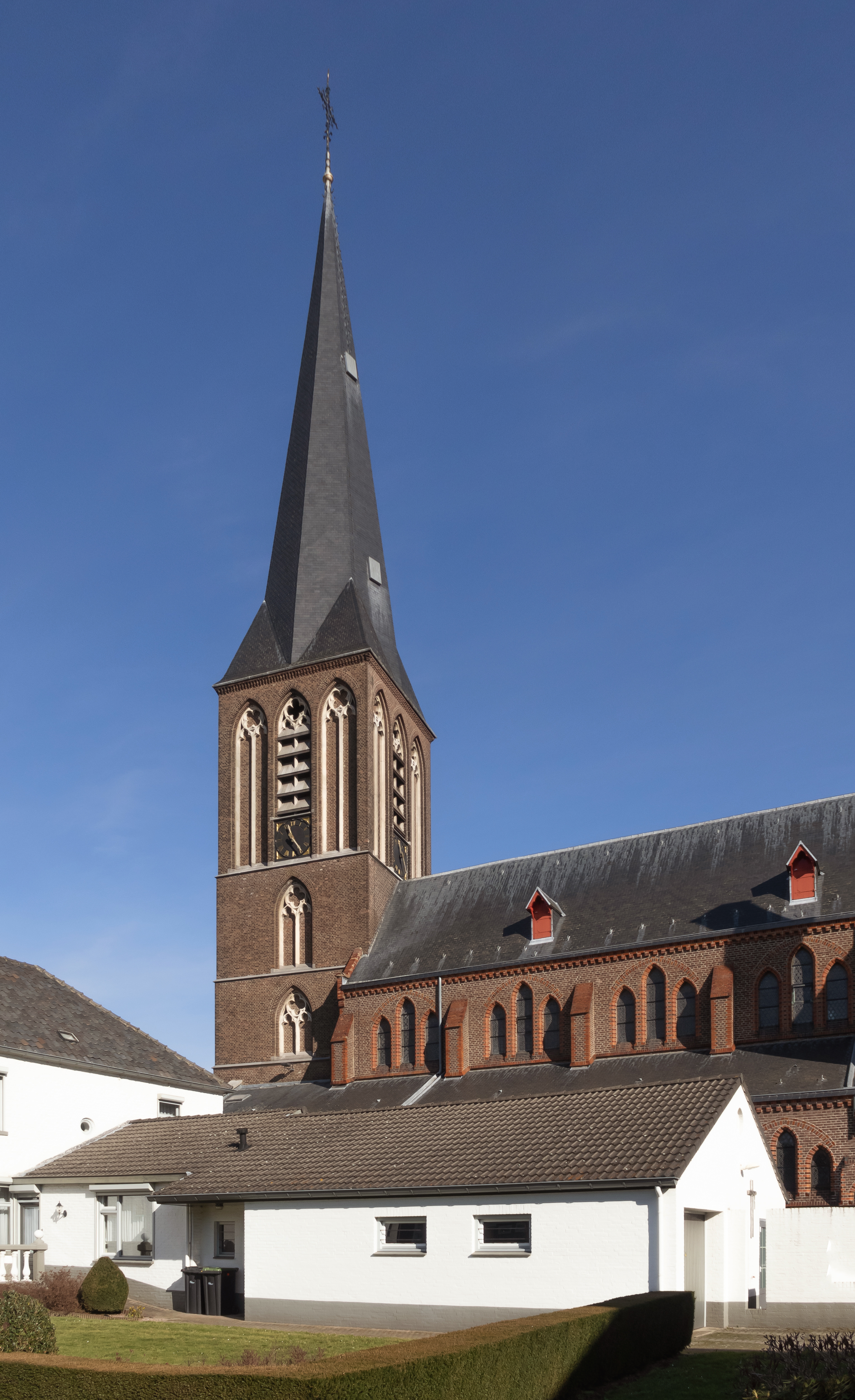
Schinveld, Kirche: die Sint-Eligiuskerk
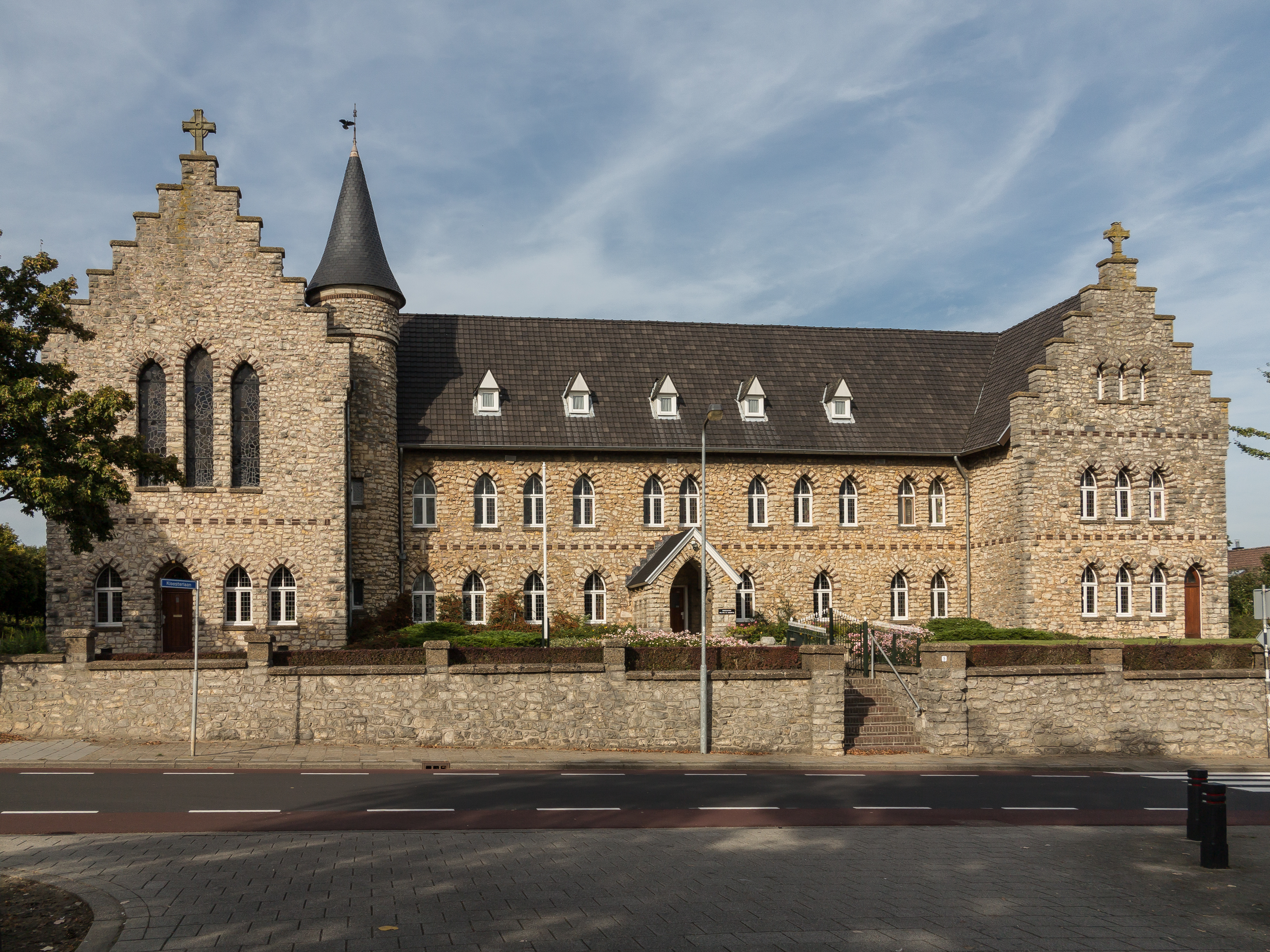
Hulsberg, Kloster

## Politik
Die erste Kommunalwahl der Gemeindegeschichte fand am 21. November 2018 statt. Die CDA erzielte den höchsten Stimmanteil bei der Wahl in Beekdaelen, das im sehr katholisch geprägten Limburg liegt.

### Gemeinderat
Im Gemeinderat sitzen 25 Mitglieder. Er wird folgendermaßen gebildet:
| Partei            | Sitze | Sitze |
| Partei            | 2018  | 2022  |
| ----------------- | ----- | ----- |
| Vernieuwingsgroep | 6     | 7     |
| Beekdaelen Lokaal | 5     | 6     |
| CDA               | 7     | 5     |
| GroenLinks        | 2     | 3     |
| VVD               | 3     | 2     |
| D66               | 1     | 1     |
| PvdA              | 1     | 1     |
| VitaalBeekdaelen  | 0     | –     |
| Gesamt            | 25    | 25    |

### College van B&W
Die Gemeinde Beekdaelen wird in der Legislaturperiode von 2019 bis 2022 von einer Koalition aus der CDA, GroenLinks, der PvdA und der Vernieuwingsgroep. Während die CDA durch drei Beigeordnete im College van burgemeester en wethouders (deutsch Kollegium von Bürgermeister von Beigeordneten) vertreten wird, ist die Vernieuwingsgroep mit zwei Beigeordneten zugegen und stellen GroenLinks und die PvdA einen gemeinsamen Beigeordneten bereit. Das Kollegium wurde im Rahmen einer Ratssitzung am 22. Januar 2019 ernannt. Folgende Personen gehören zum Kollegium und verwalten folgende Ressorts:
| Funktion           | Name                       | Partei            | Ressort | Anmerkung                       |
| ------------------ | -------------------------- | ----------------- | --- | ------------------------------- |
| Bürgermeister      | Eric Geurts                | PvdA              | öffentliche Ordnung, Sicherheit und Katastrophenschutz, Integrität, Verwaltungskoordination, Kommunikation und Aufklärung, Geschäftsführung (exklusive Finanzen), Überwachung und Vollstreckung | seit dem 22. August 2019 im Amt |
| Beigeordnete       | Roy van der Broek          | CDA               | Governance/Bürger- und Behördenpartizipation/Selbststeuerung, Partizipationsgesetz, öffentliche Arbeit/Verwaltung öffentlichen Raumes, Grün/Natur (inklusive nationale Landschaft), Wirtschaftswesen (inklusive Erholung und Tourismus)/Veranstaltungspolitik, Koordination der „Agenda Beekdaelen 2023“ | –                               |
| Beigeordnete       | Jos Timmermans             | CDA               | A76/Gewerbegebiete, Klein- und Mittelbetriebe/Unternehmer, Energiewende, grenzüberschreitende Zusammenarbeit, Denkmäler und Archäologie, Cittàslow, Nachhaltigkeit, Verkehrsbetrieb Omnibuzz | –                               |
| Beigeordnete       | Peter Janssen              | CDA               | Finanzen, Jugendhilfe, Bildung/Kindertagesstätten | –                               |
| Beigeordnete       | Jan Hermans                | Vernieuwingsgroep | Raumplanung, Umweltgesetz, Wohnen, Verkehr/Mobilität, Wohnwagen | –                               |
| Beigeordnete       | Jeanette Quadvlieg-van Dam | Vernieuwingsgroep | Wohl, Sozialhilfegesetz/Einsamkeit, Belästigung durch Flugzeuge/Schall, Wasser/Überschwemmung/Kanalisation, Ausländer und Einbürgerung, Bürgerangelegenheiten/Dienstleistung | –                               |
| Beigeordnete       | John Essers                | GroenLinks/PvdA   | Sport/Vereine, Akkommodationspolitik, Kunst und Kultur, Bibliotheksarbeit, Lebensqualitätsinitiativen, Abfallströme, Gesundheitspflege | –                               |
| Gemeindesekretärin | Nicole Ramaekers           | —                 | — | seit dem 1. Februar 2018 im Amt |